# Vincent Long Van Nguyen

Wappen von Vincent Long Van Nguyen

Vincent Long Van Nguyen OFMConv (* 3. Dezember 1961 in Dong Nai) ist ein vietnamesisch-australischer Ordensgeistlicher und römisch-katholischer Bischof von Parramatta.

## Leben
Vincent Long Van Nguyen kam 1980 mit seinen Eltern als Flüchtling nach Australien und trat der Ordensgemeinschaft der Minoriten bei. Seine Profess legte er am 8. Dezember 1984 ab und wurde vom Weihbischof in Melbourne, George Pell, am 30. Dezember 1989 zum Priester geweiht.
Papst Benedikt XVI. ernannte ihn am 20. Mai 2011 zum Weihbischof in Melbourne und Titularbischof von Thala. Der Erzbischof von Melbourne, Denis Hart, spendete ihm am 23. Juni desselben Jahres die Bischofsweihe; Mitkonsekratoren waren George Kardinal Pell, Erzbischof von Sydney, und Giuseppe Lazzarotto, Apostolischer Nuntius in Australien.
Papst Franziskus ernannte ihn am 5. Mai 2016 zum Bischof von Parramatta. Die Amtseinführung fand am 16. Juni desselben Jahres statt.